# NOW (album của Châu Bút Sướng)
"NOW" là album studio thứ hai của ca sĩ - nhạc sĩ người Trung Quốc, Châu Bút Sướng (周筆暢 - Bibi Zhou). Album được phát hành song song với album thứ ba của Châu là "WOW", vào ngày 18 tháng 12 năm 2007.

## Track listing
1. "Sông Lưu Dương năm 2008" 浏阳河2008 (hát cùng Lý Cốc Nhất) - 4:05
2. "Kỉ niệm một năm" 一周年 - 3:59
3. "A Phụng" 阿凤 - 3:56
4. "Tin vào tình yêu" 相信爱情 - 3:39
5. "Thành phố thiên sứ" 天使之城 - 4:07
6. "Đó là điều tôi tự nhủ với mình" 那个我对我说 - 3:42
7. "Ngang nhau" 彼此 - 3:46
8. "Bạn khoẻ không" 你好吗 (hát cùng Lý Cửu Triết) - 3:39
9. "Yêu thật khó" 爱好难 - 3:47
10. "Tương lai là lúc này" 未来就是现在 - 3:53